# 诗艺
《诗艺》，古罗马诗人贺拉斯的作品，是《书札》这部名著之中的名作。
贺拉斯的代表性作品有：《讽刺诗集》2卷、《歌集》4卷、《长短句集》、《书札》。

## 内容
《书札》分作2卷，第一卷主要讲述生活哲理；第二卷讲述文艺批评，尤其是名作《诗艺》，是欧洲古典文学理论名篇，这一卷讲述了艺术与生活的关系、文艺对于教育的作用，文艺对于个人的作用。

## 主题和思想
第二卷《诗艺》中，贺拉斯讲述了诗歌的作用，包括阻止人类滥杀无辜，使得人类放弃野蛮的生活走向文明，使人类懂得公私之分，使得人类不再肆意性交（淫乱），使得人类懂得家庭礼法，帮助人类建立联邦和国家，等。